# 3e armée (Empire allemand)
Pour les articles homonymes, voir 3e armée.

Drapeau de l'état-major d'un haut commandement de l'armée (1871-1918)

La 3e armée / 3e haut commandement de l'armée (AOK 3) est le nom donné à l'une des unités majeures de l'armée allemande et à ses autorités de commandement associées pendant la Première Guerre mondiale (1914-1918). Ils comprennent chacun plusieurs corps d'armée ou de réserve ainsi que de nombreuses troupes spéciales. Au début de la guerre, les troupes de l'armée se composent majoritairement de contingents de l'armée saxonne.

## Histoire
Lorsque la mobilisation a lieu dans l'Empire allemand le 2 août 1914, huit armées sont formées à partir des huit inspections de l'armée existantes. À partir de la 2e inspection de l'armée, la 3e armée est formée à Dresde, qui se rassemble dans la région de Malmedy. Le commandant en chef du 3e haut commandement de l'armée est le colonel-général Max von Hausen ; Le chef d'état-major devient le général de division Ernst von Hoeppner. L'armée se compose des unités suivantes en août 1914:
- 11e corps d'armée
- 12e corps d'armée
- 19e corps d'armée (de)
- 12e corps de réserve

Le 3e armée, ainsi que les 1re, 2e, 4e et 5e armées, forment la partie de l'armée occidentale allemande qui doit procéder à l'attaque totale contre la masse de l'armée française, conformément au plan Schlieffen. Le 18 août 1914, l'armée commence l'attaque à travers la Belgique au cours de l'avance générale allemande. Au prix de violents combats, la 3e armée traverse la Meuse près de Dinant et atteint Rethel le 1er septembre. L'armée continue à avancer sur Châlons, prenant Reims dans le processus. L'unité participe ensuite à la bataille de la Marne dans la région de Vitry-en-Perthois .
Après le repli général des armées allemandes sur l'Aisne, la 3e armée se trouve en Champagne, où le front se fige dans la guerre des tranchées. Son commandant en chef, le colonel général von Hausen, tout comme la quasi-totalité de l'état-major de l'armée, souffre de dysenterie pendant la bataille de la Marne. Le 12 septembre 1914, il est donc libéré de son commandement et remplacé par le général de cavalerie Karl von Eine. Au cours des années suivantes, la 3e armée s'est surtout employée à repousser de fortes contre-offensives françaises. Par exemple, au printemps et en septembre 1915, lors de la bataille d'hiver et de la bataille d'automne en Champagne. En avril/mai 1917 lors de la bataille de l'Aisne, en juillet/août 1918 lors de la bataille de la Marne et d'octobre 1918 jusqu'à la fin de la guerre dans l'offensive Meuse-Argonne. Le quartier général du haut commandement de l'armée est initialement à Bétheniville (12 septembre 1914-2 décembre 1915), puis à Vouziers (3 décembre 1915-15 janvier 1917) et enfin à la Maison Rouge (16 janvier 1917-12 octobre 1918). La marche arrière conduit le haut commandement de l'armée le 30 novembre 1918 à Wetzlar.